# Lâu đài Karlsruhe
Lâu đài Kalsruhe (tiếng Đức: Karlsruher Schloss) được xây dựng từ năm 1715 theo phong cách kiến trúc baroque và là nơi cư trú của bá tước Karl Wilhelm của Baden-Durlach. Cho đến năm 1918, tòa nhà là nơi cư ngụ của các bá tước và đại công tước vùng Baden, và từ đó thành phố Karlsruhe đã phát triển xung quanh. Ngày nay, trong tòa nhà có Badische Landesmuseum (Bảo tàng tiểu bang Baden) và một phần của tòa án Hiến pháp Liên bang Đức.

## Lịch sử

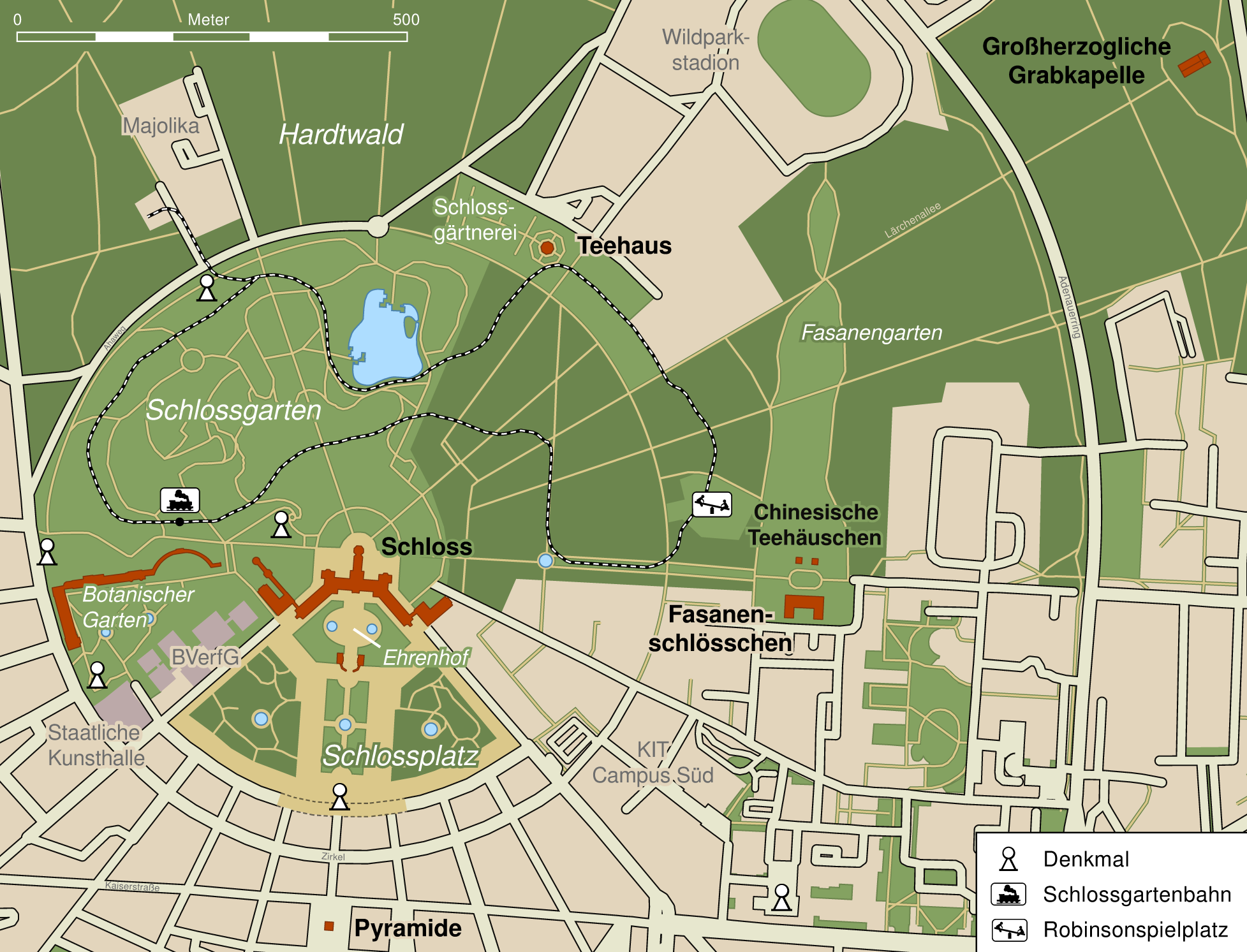
Bản đồ khuôn viên Lâu đài (với các tòa nhà màu đỏ)

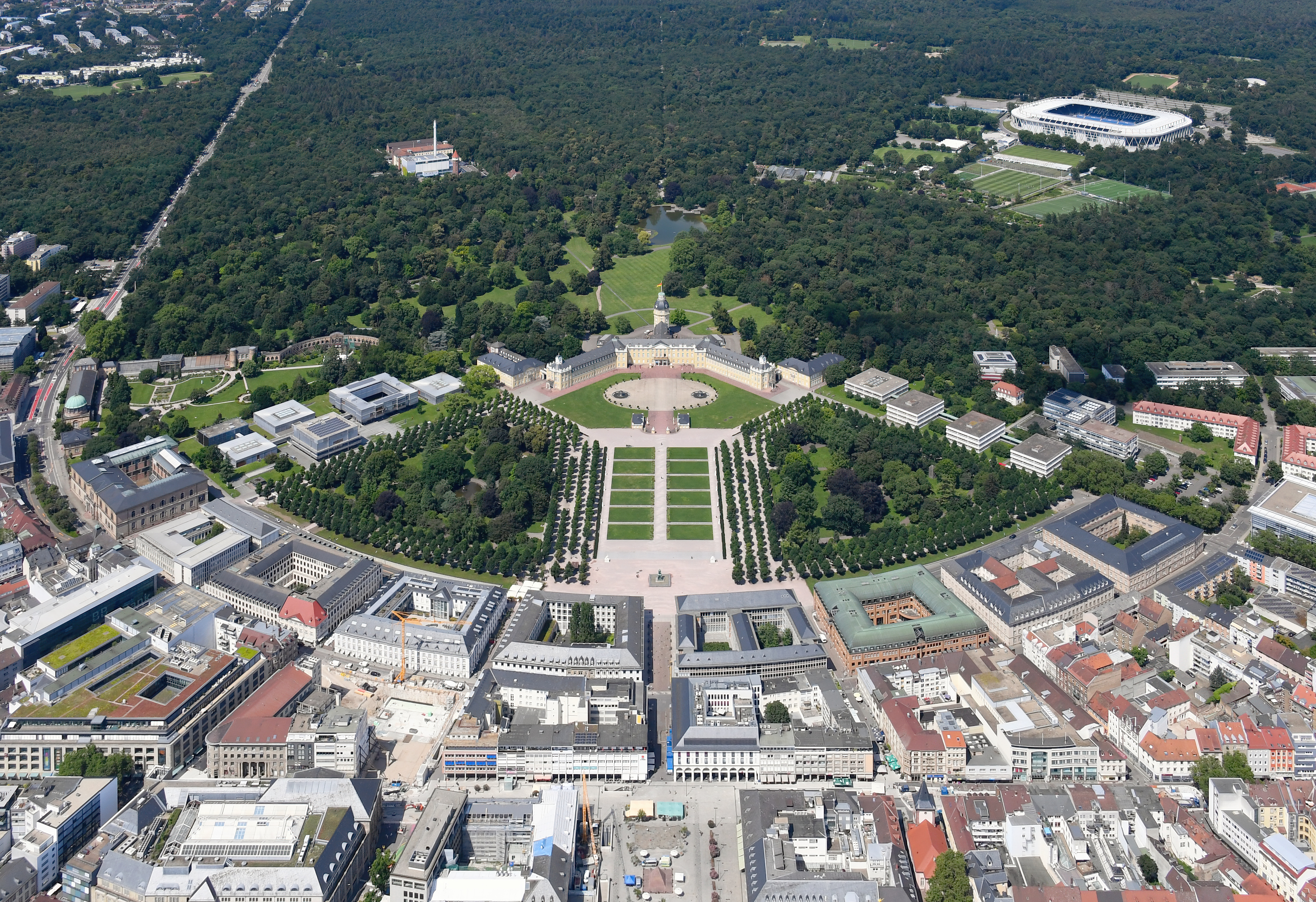
Toàn cảnh

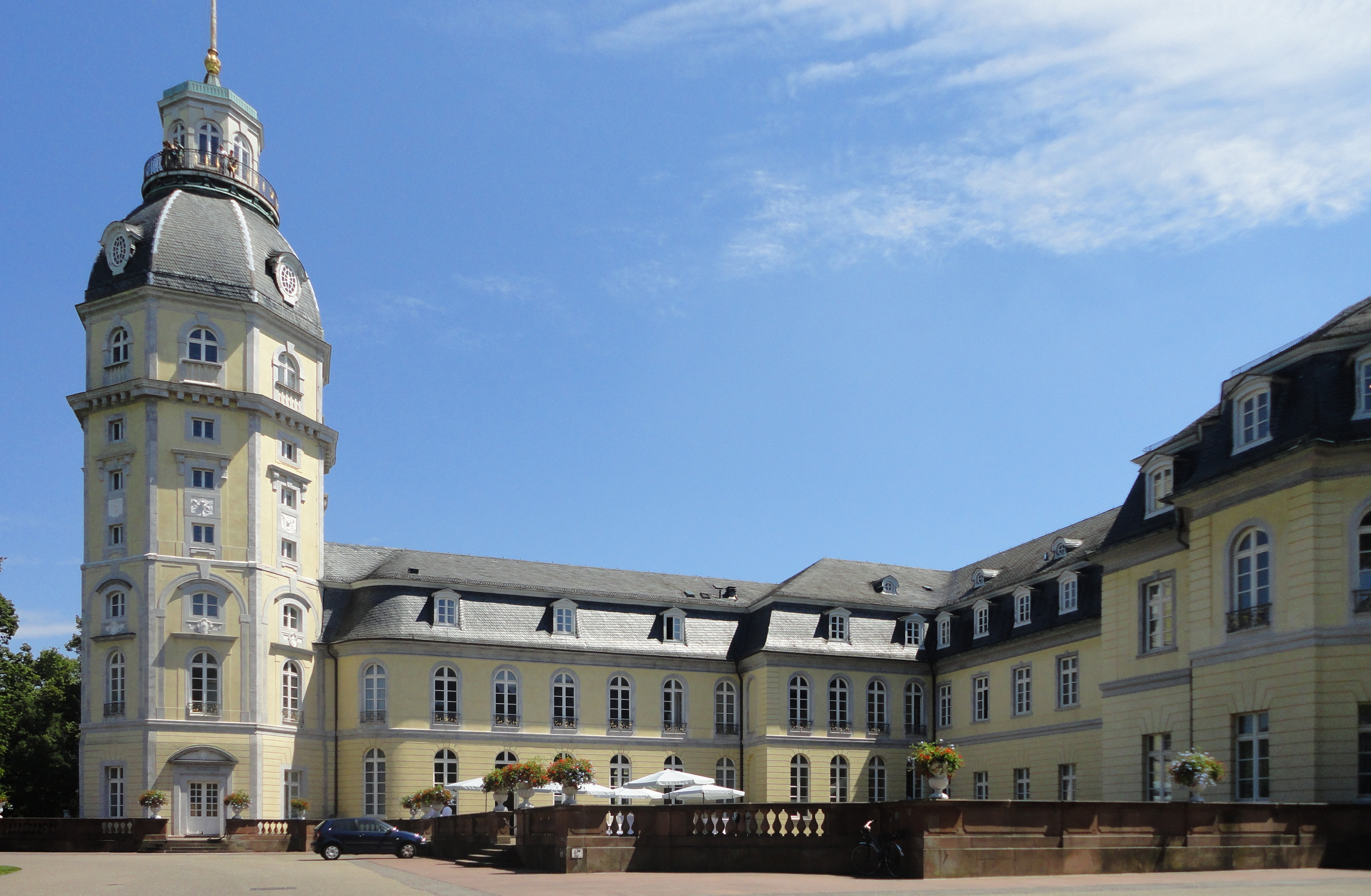
Tòa tháp 7 tầng

Kiến trúc sư của tòa nhà ban đầu là Jakob Friedrich von Batzendorf. Tòa nhà đầu tiên được xây dựng một phần bằng gỗ và phải được tái tạo gần như hoàn toàn vào năm 1746, các cấu trúc bằng gỗ được thay thế bằng một tòa nhà mới bằng đá. Lâu đài này có hai tầng và một tầng áp mái trên tầng cao nhất và bao gồm một tòa nhà chính và 2 dãy hàng ngang và bên cạnh ở phía bắc là một tòa tháp bảy tầng (cao 51 m).
Với sự khởi đầu của triều đại của Karl Friedrich, sau nhiều kế hoạch sửa đổi bởi Balthasar Neumann, lâu đài được xây dựng lại dưới sự chỉ đạo của Friedrich von Kesslau tới năm 1770. Các tính năng bên ngoài nổi bật nhất của lần trùng tu này là các cửa sổ lớn và cửa ra vào và hai gian rộng nằm giữa phần trung tâm và hai cánh bên. Năm 1785 Wilhelm Müller Jeremias rút ngắn tòa tháp lâu đài và xây thêm một mái vòm.
Trong sự trỗi dậy của Cách mạng Đức (1848–1849) (Cách mạng tháng Ba), vào năm 1849 Đại công tước Leopold đã tạm thời bị trục xuất khỏi lâu đài. Với sự thoái vị của đại công tước cuối cùng Frederick II của Baden vào năm 1918, lâu đài không còn được sử dụng như là dinh thự riêng của giới quý tộc nữa. Kể từ năm 1919, lâu đài được sử dụng như là Bảo tàng Tiểu bang Baden.
Trong Chiến tranh Thế giới Thứ hai, Lâu đài Karlsruhe bị đốt cháy bởi vụ đánh bom vào tháng 9 năm 1944. Giữa năm 1955 và 1966 nó được xây dựng lại như một bảo tàng. Chỉ có mặt tiền bên ngoài đã được khôi phục với bản gốc, còn bên trong được xây dựng thành không gian triển lãm hiện đại. Mặt tiền tòa lâu đài đang được phục chế, dự định đến kỷ niệm 300 năm thành phố vào năm 2015.

## Khu vườn lâu đài
Nằm ở phía bắc của lâu đài, tiếp cận rừng Hardt, khu vườn đã được thiết kế trong khoảng các năm 1731-1746 bởi Christian Thran theo phong cách Baroque Pháp. Tuy nhiên trong thế kỷ 18, Đại Công tước Karl Friedrich xây dựng lại một phần của công viên theo vườn cảnh quan kiểu Anh. Tại Triển lãm Vườn Liên bang (Bundesgartenschau) năm 1967 đã có một cuộc đổi mới và phát triển thêm nữa trong phong cách tương tự. Ngoài nhiều loài thực vật quý hiếm, ở đây cón có thêm tác phẩm nghệ thuật, tượng đài và đài phun nước theo các phong cách khác nhau từ Baroque đến hiện đại. Cũng trong năm 1967, xây dựng tuyến đường sắt trong khu vườn lâu đài để phục vụ khách tham quan. Từ năm 2001, một đường gốm sứ màu xanh với những hiện vật từ năm 1645 dẫn từ tòa từ tháp lâu đài đến hãng sản xuất gốm sứ cổ cạnh bên.

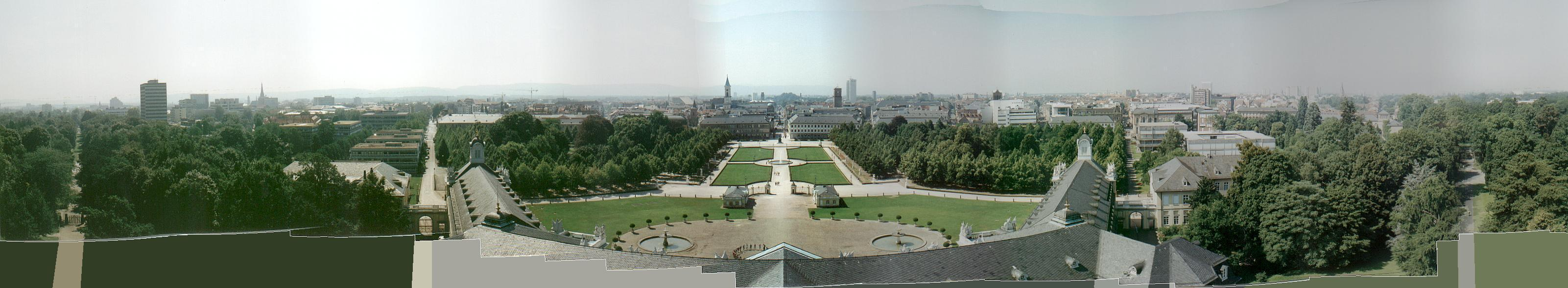
Toàn cảnh khuôn viên nhìn từ tháp của lâu đài về phía nam.

## Vườn thực vật

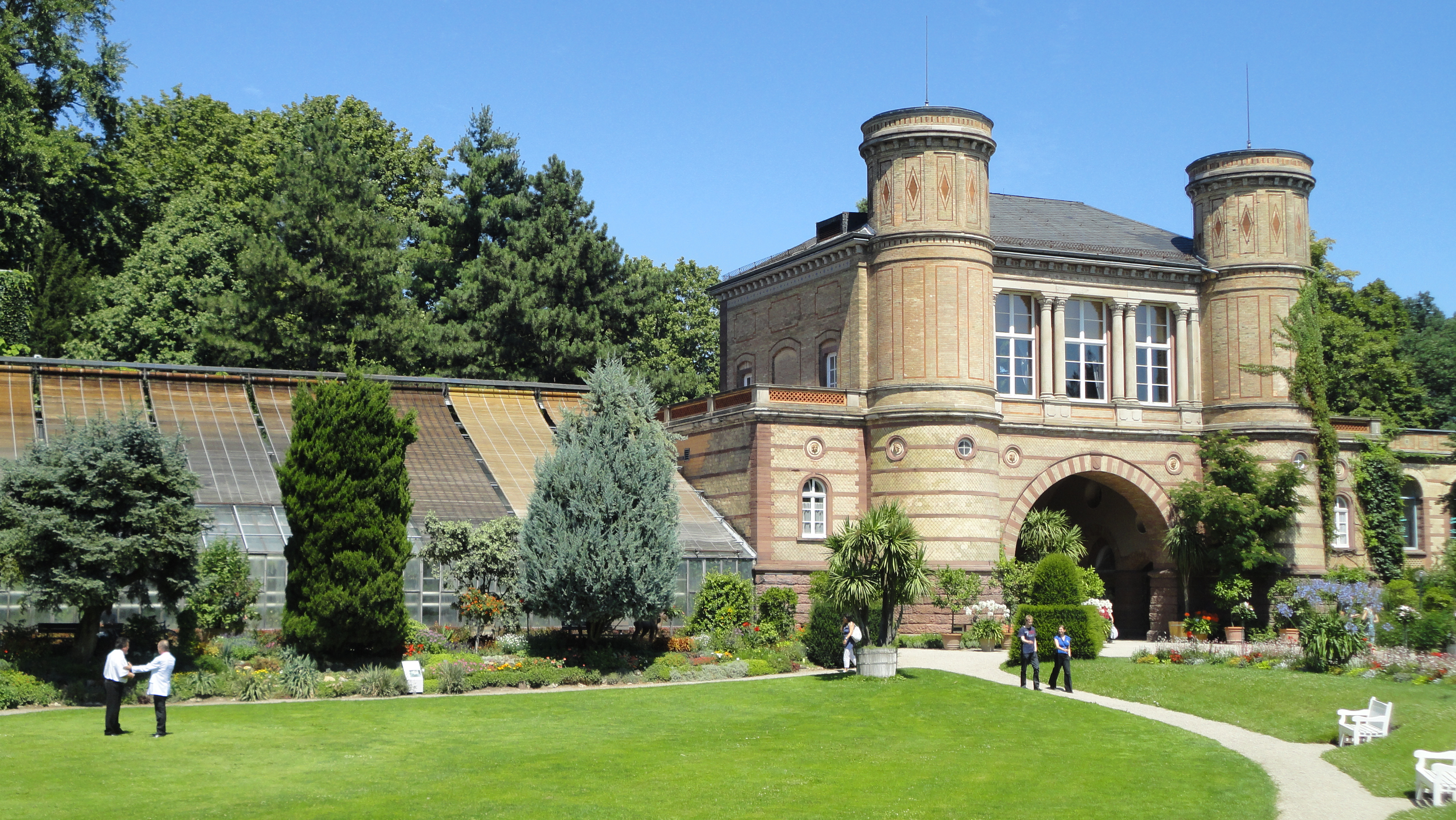
Vườn thực vật (Botanischer Garten)

Ở rìa phía tây của lâu đài là khu vườn thực vật (Botanischer Garten) của Karlsruhe. Giữa vườn thực vật và sân của lâu đài, Tòa án Hiến pháp Liên bang được thành lập.

## Hình ảnh

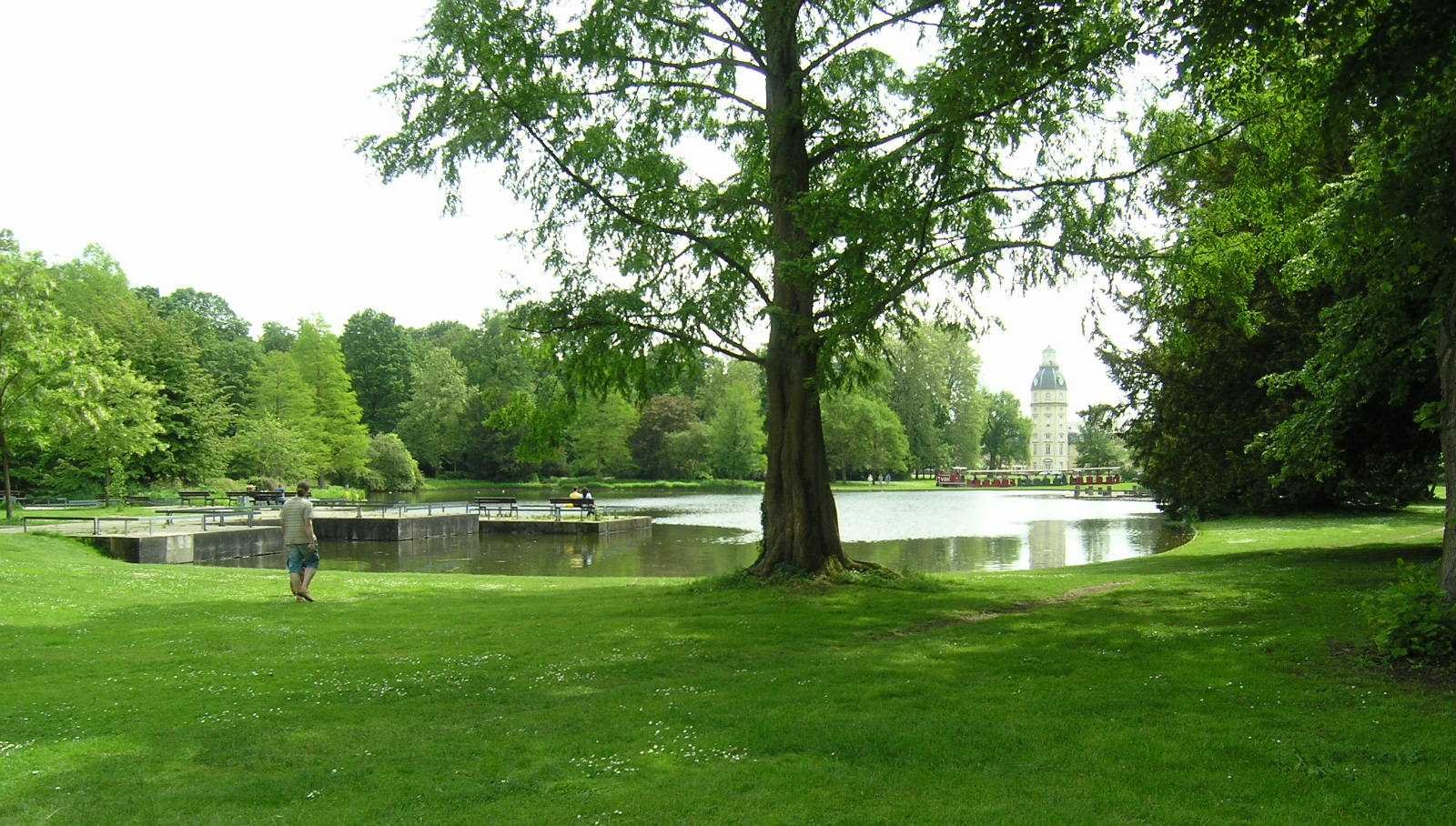
Khu vườn Schlossgarten
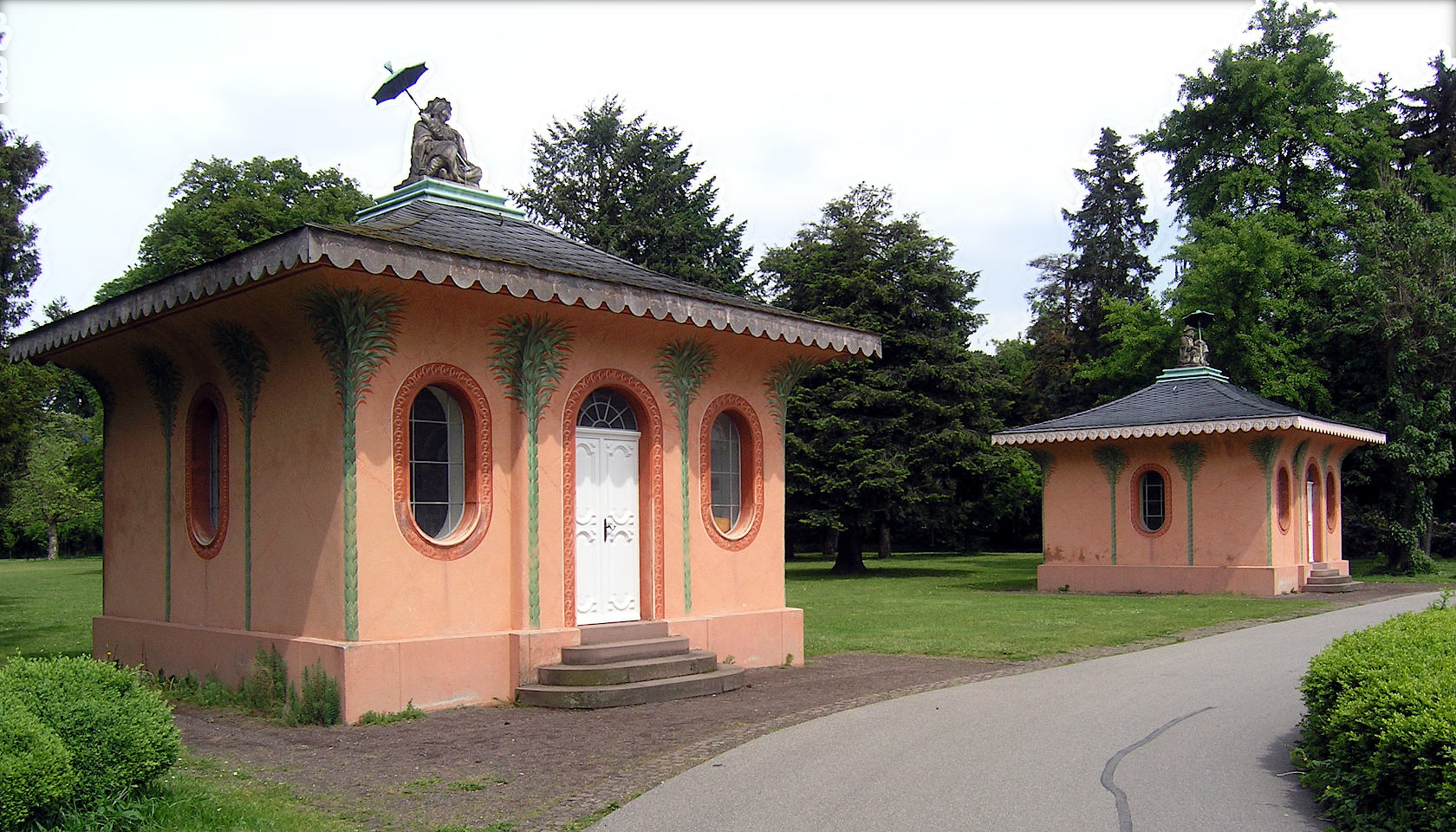
Nhà uống trà kiểu Trung Quốc
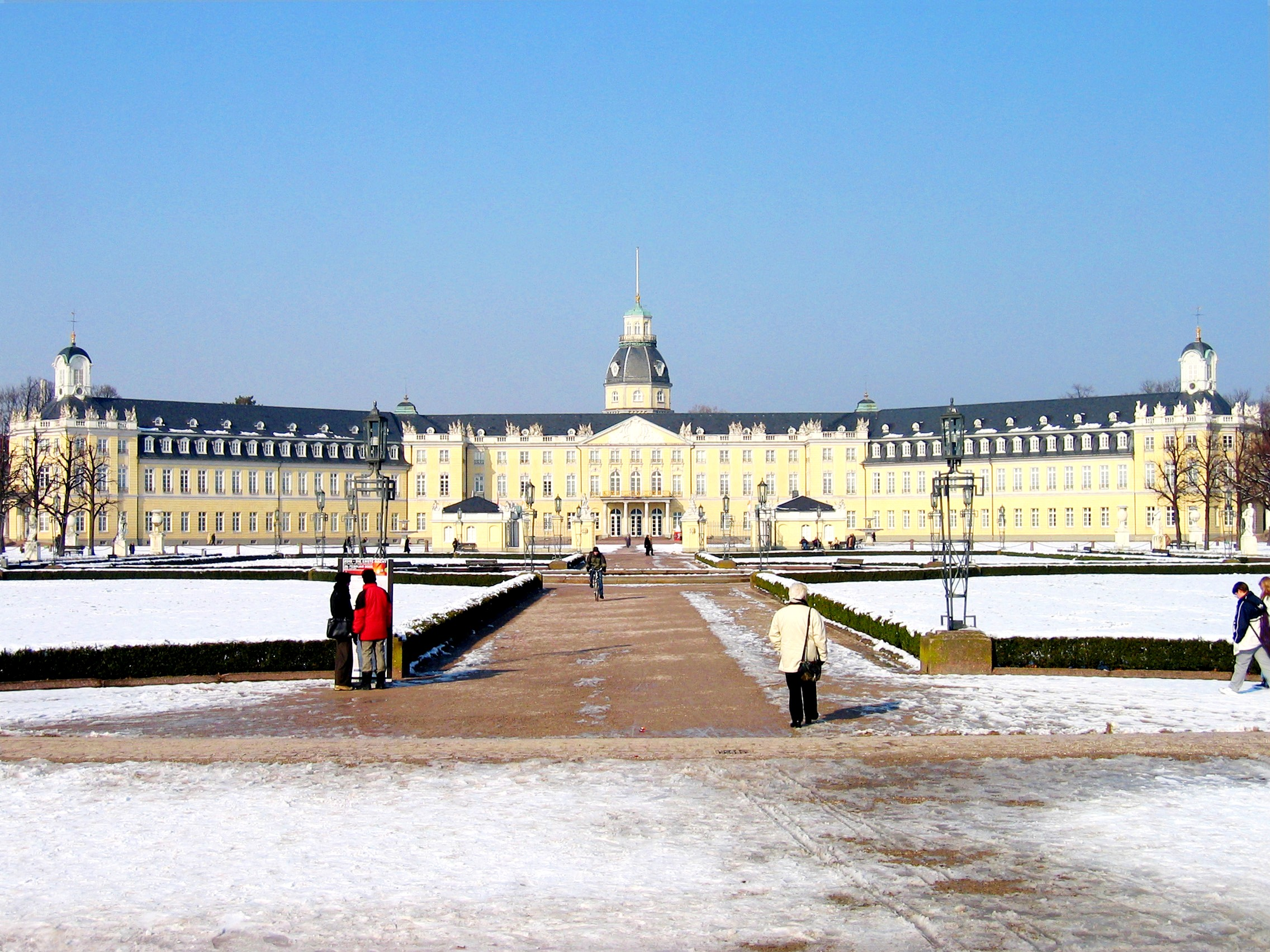
Mặt trước, tháng 2 năm 2005
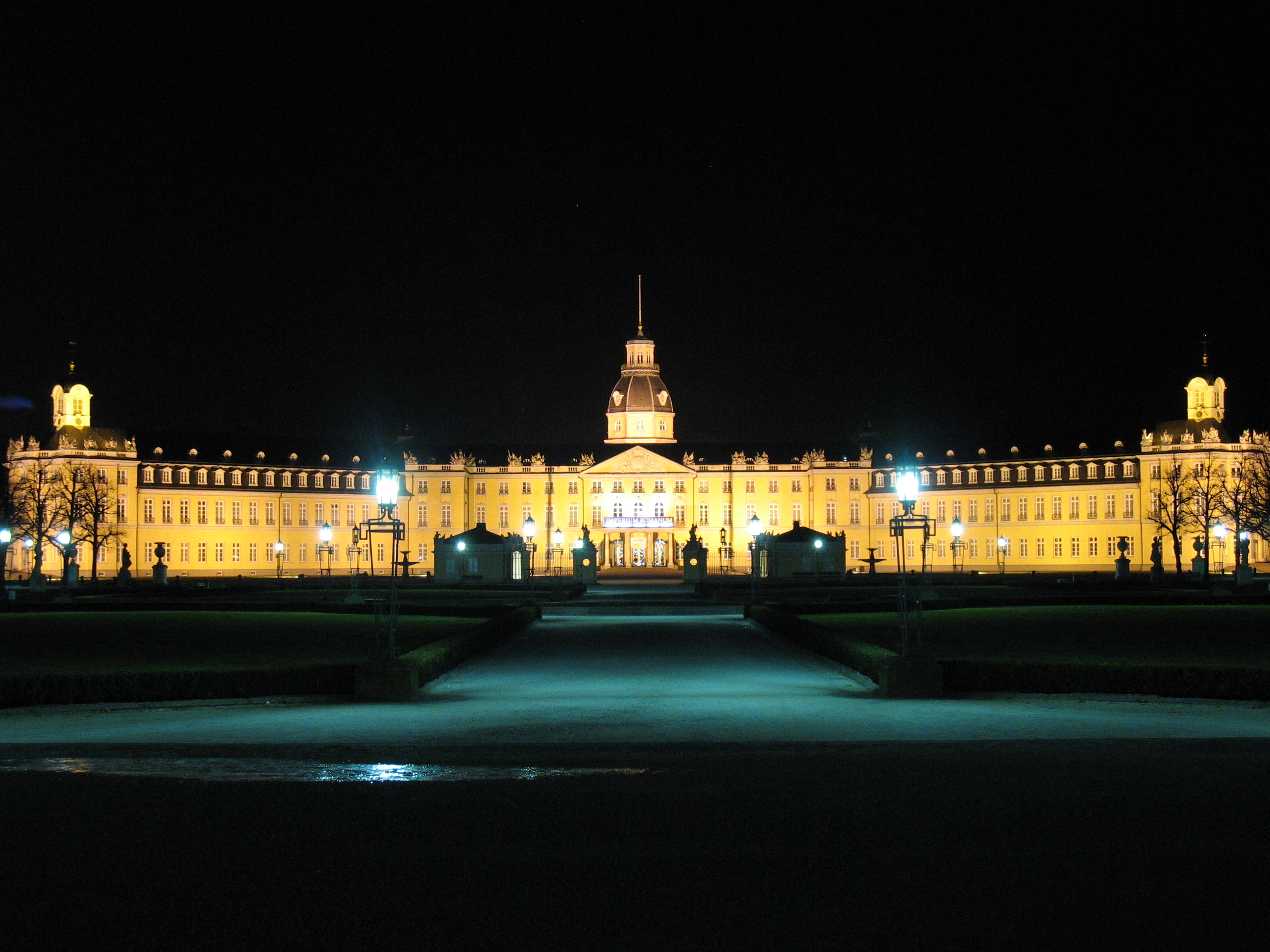
ban đêm
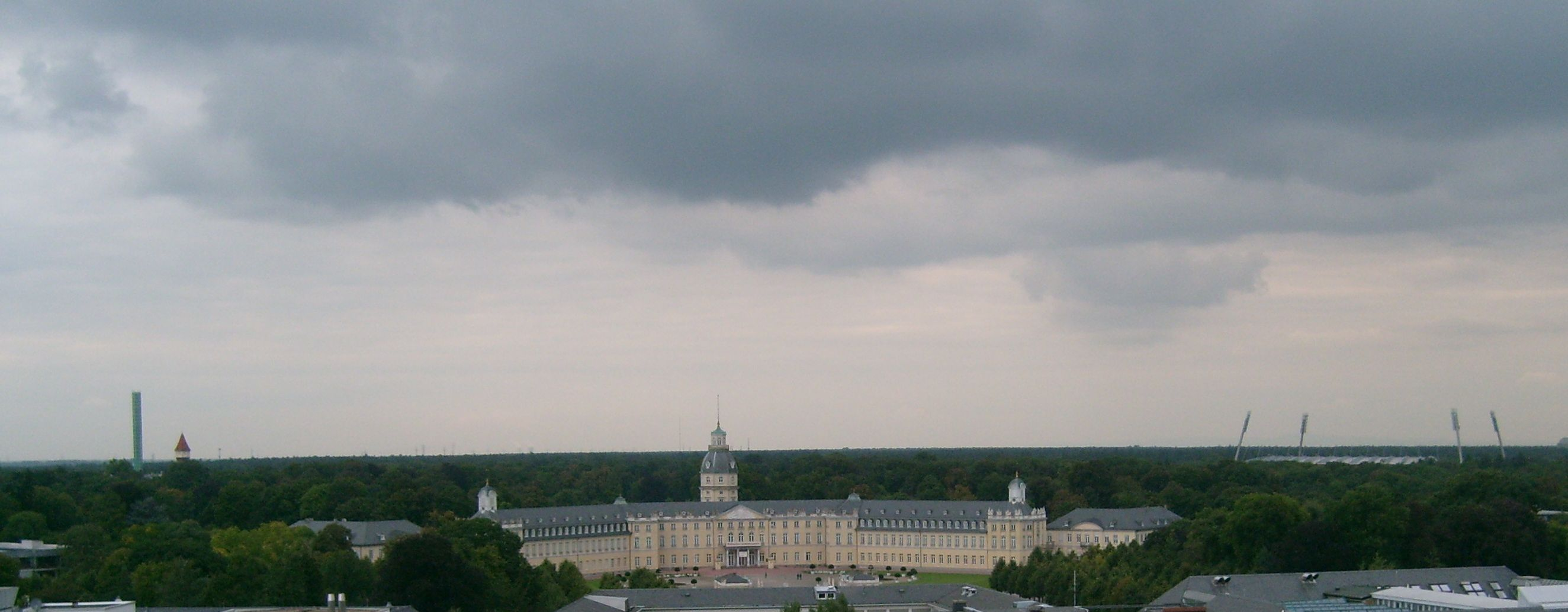
từ tháp Tòa thị chính
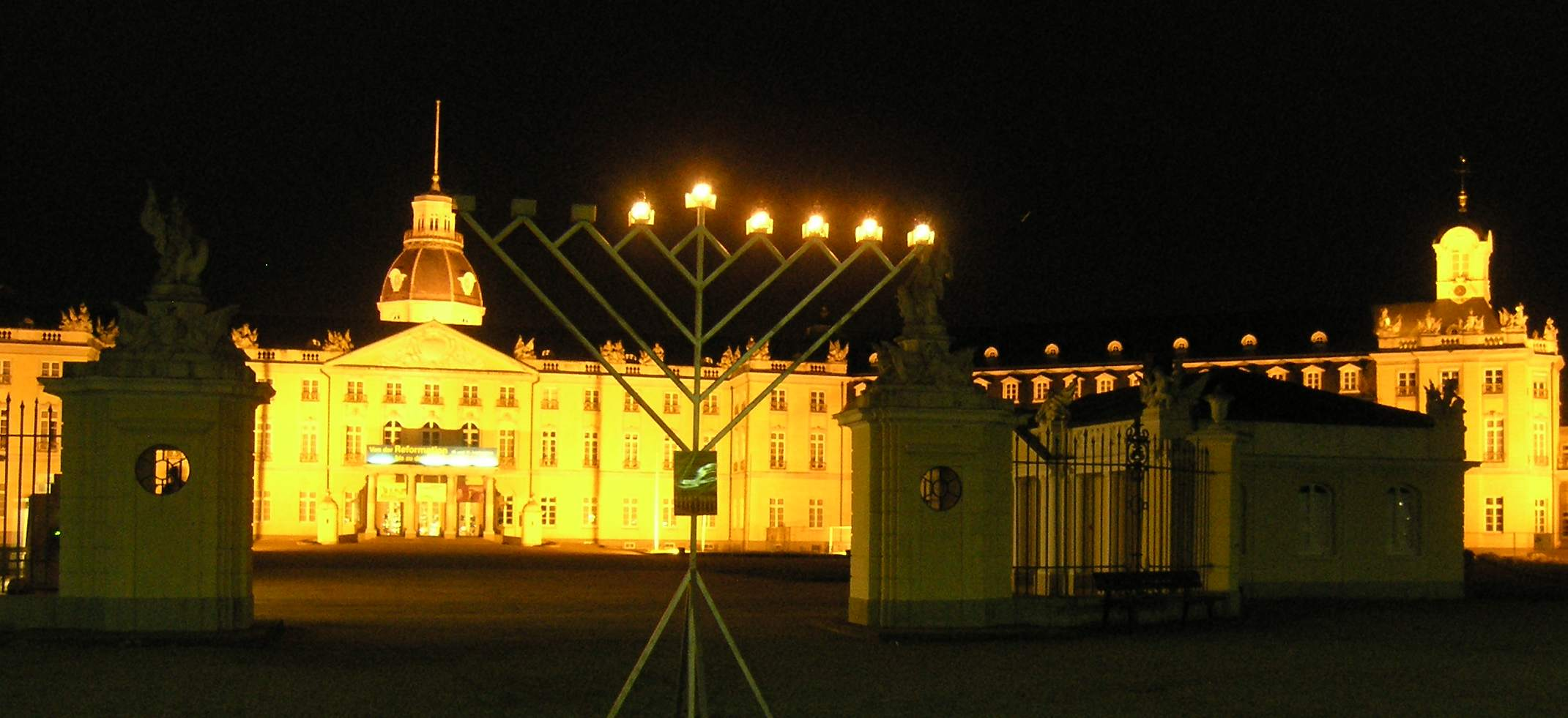
ban đêm, với Menorah (Hanukkah)
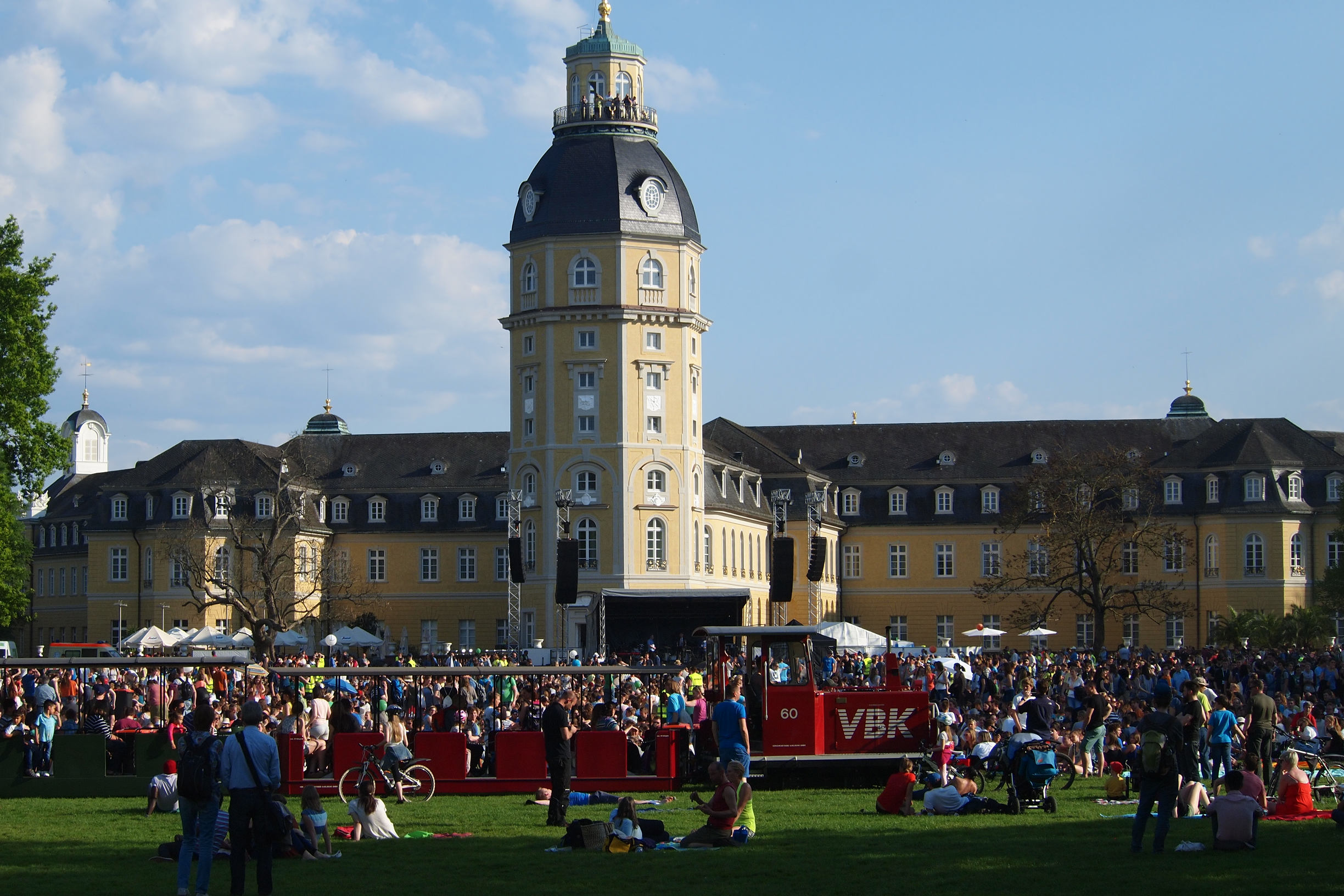
trong một hội nghị trẻ